# Allotinus major
Allotinus major är en fjärilsart som beskrevs av Felder 1865. Allotinus major ingår i släktet Allotinus och familjen juvelvingar. Inga underarter finns listade i Catalogue of Life.

## Bildgalleri

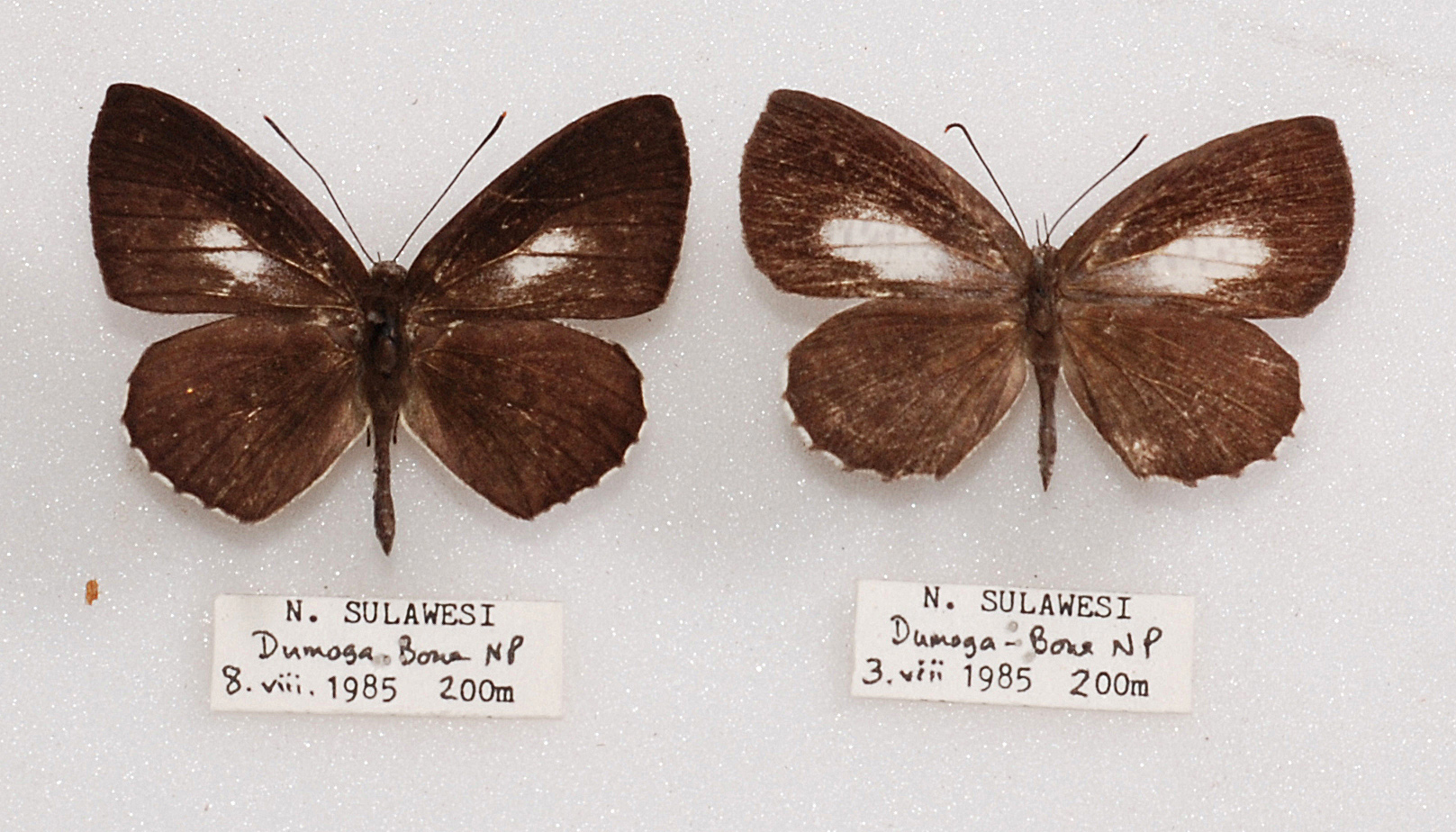
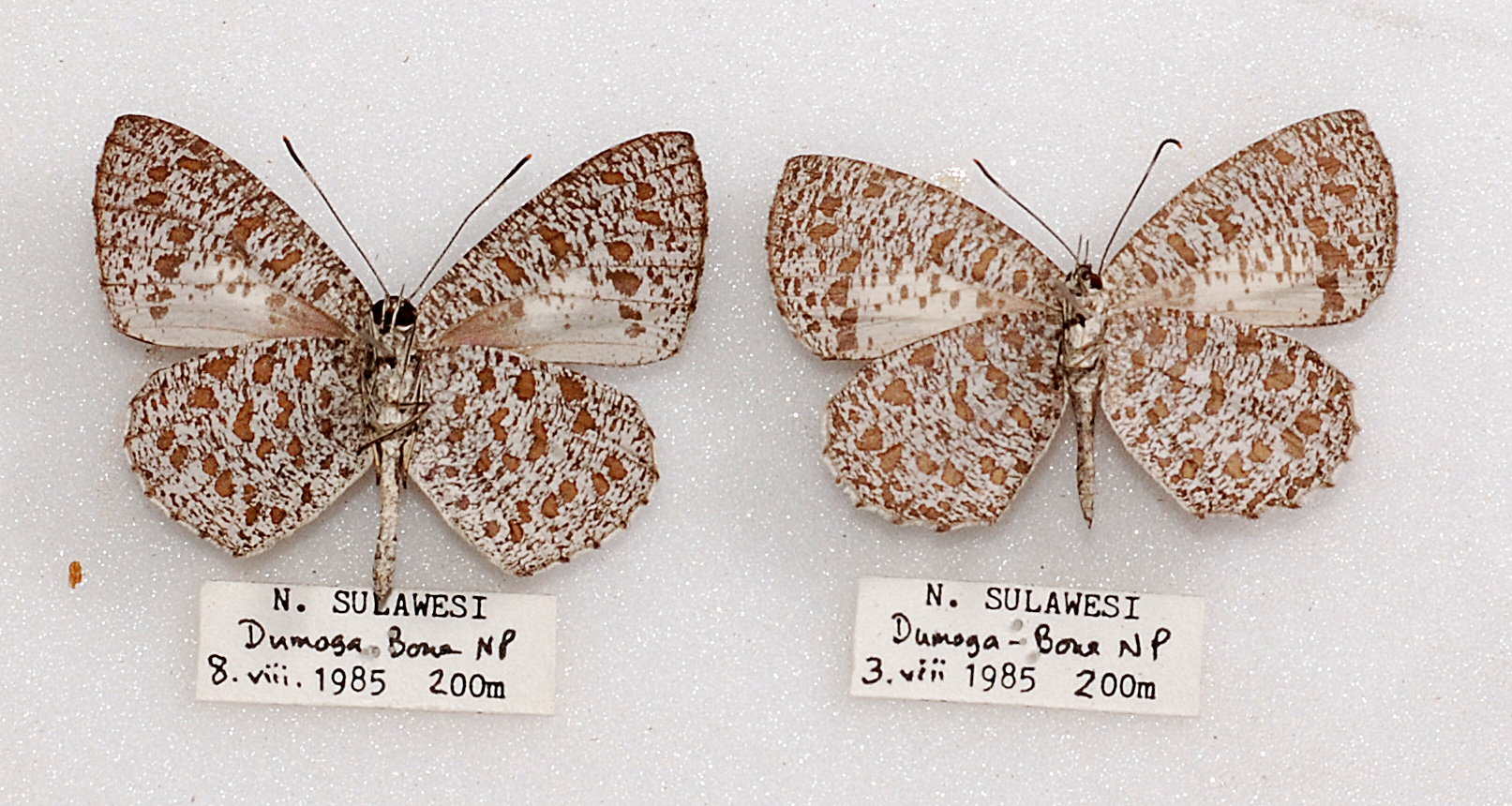